# Visible: Out on Television
Visible: Out on Television, ou Out on Television : la révolution arc-en-ciel au Québec, est une mini-série documentaire réalisée par Ryan White (en), disponible dans son intégralité sur Apple TV + depuis le 14 février 2020,.
La série est consacrée à la représentation des personnes Lesbiennes, gays, bisexuels et transgenres (LGBTQ+) à la télévision, à la fois à l'écran et derrière la caméra. Les épisodes sont globalement chronologiques, mais chacun d’entre eux porte un thème. La mini-série s’articule autour d’images d'archives et de nouvelles interviews de personnes LGBTQ+ qui fait partie de l'industrie de la télévision. 

## Synopsis
Découvrez l'histoire, et l'évolution du mouvement LGBTQ+ aux États-Unis à travers le prisme de la télévision. À l'aide d'archives, et d'interviews, cette mini série aborde les sujets de l'homophobie, de l'évolution de personnalités LGBTQ+, et du coming-out.

## Épisodes
1. L'Âge des ténèbres (The Dark Ages)
2. La télévision comme outil (Television as a tool)
3. L'épidémie (The Epidemic)
4. De grandes avancées (Breakthroughs)
5. La relève (The New Guard)